# Walter Norman Koelz
Walter Norman Koelz est un naturaliste américain, né le 11 septembre 1895 et mort le 24 septembre 1989.

## Biographie
Les parents de Walter Koelz sont des immigrants de la région de la Forêt noire d’Allemagne, son père était forgeron à Waterloo[Lequel ?]. Koelz étudie la zoologie et obtient son titre de docteur à l’université du Michigan en 1920. En 1925, il rejoint l’expédition McMillan dans les régions arctiques de l’Amérique du Nord. Durant ses recherches à l’université du Michigan, il étudie les saumons à l’Institut de recherche sur les pêches. Il obtient un poste de l’Institut de recherche himalayen du Nicholas Roerich Museum de New-York. Il visite Naggar en mai 1930 et y commence des explorations botaniques.
Koelz retourne dans le Michigan en 1932 mais son intérêt pour la culture tibétaine le fait devenir chercheur associé au Fond Charles L. Freer en septembre 1932. L’année suivante, il retourne au Tibet indien pour récolter des matériaux anthropologiques pour l’université du Michigan. En 1936, il retourne à nouveau en Inde pour y récolter des plantes. À partir de 1939 et durant sept ans, il explore la Perse, le Népal et des régions de l’Inde dont l’Assam : ceci lui permet de constituer une vaste collection d’oiseaux. En 1956, il reçoit le prix mémoriel Meyer pour ses contributions en agriculture : il avait trouvé à Calcutta et rapporté un melon sauvage résistant aux maladies qui a permis d’améliorer la culture des melons en Californie. Il récolte plus de 60 500 oiseaux, et 30 000 plantes. La moitié de la collection ornithologique est conservée au musée de zoologie de l’université du Michigan, environ 8 500 à l’American Museum of Natural History. Les végétaux sont conservés à l’herbier de l’université du Michigan.

## Liste partielle des publications
- 1942 : Notes on the birds of the Londa neighbourhood, Bombay Presidency. JBNHS. 43(1), 11-38.
- 1947 : Notes on a collection of birds from Madras Presidency. JBNHS. 47(1), 128-142.
- 1937 : Notes on the birds of Spiti, a Himalayan province of the Punjab. Ibis, 14 1(1), 86-104.
- 1939 : Additiions to the avifaunal list of Lahul. Ibis, 14 3(2), 354-356.
- 1939 : Three new subspecies of birds. Proc. Bio. Sci. Washington 52, 121-122.
- 1939 : New birds from Asia, chiefly from India. Proc. Bio. Sci. Washington 52, 61-82.
- 1940 : Notes on the birds of Zanskar and Purig, with appendices giving new records for Ladakh, Rupshu, and Kulu. Papers Michigan Acad. Sci. Arts Letters. 25, 297-322.
- 1949 : A new hawk from India. Auk 66(1), 82-83.
- 1950 : New subspecies of birds from southwestern Asia. Am. Mus. Novit. 1452, 1-10.
- 1951 : Four new subspecies of birds from southwestern Asia. Am. Mus. Novit. 1510, 1-3.
- 1951 : New birds from India. J. Zool. Soc. India 3(1), 27-30.
- 1952 : New races of Indian birds. J. Zool. Soc. India 4(1), 37-46.
- 1952 : New races of Assam birds. J. Zool. Soc. India 4(2), 153-155.
- 1954 : Ornithological studies I. New birds from Iran, Afghanistan, and India. Contrib. Instit. Regional Explorations 1, 1-32.
- 1954 : Ornithological studies III. On the validity of Galerida malabarica propinqua Koelz. Contrib. Instit. Regional Explorations 1, 33.
- 1936 : avec Josselyn Van Tyne (1902-1957), Seven new birds from the Punjab. Occ. Pap. Mus. Zool. U. Michigan 334, 1-6.
- 1940 : Notes on the winter birds of the lower Punjab. Papers Michigan Acad. Sci. Arts Letters. 25, 323-356.

## Note
1. ↑  Chiffre cité par Barbara Mearns et Richard Mearns (1998). The Bird Collectors, Academic Press (Londres) : xvii + 472 p.  (ISBN 0-12-487440-1).